# Jože Šter
Rojen je bil v Dupljah pri Kranju 28.2.1943.
Leta 1962 je maturiral na ljubljanskem Učiteljišču.
Leta 1967 je diplomiral na Filozofski fakulteti v Ljubljani iz filozofije in sociologije. 
Leta 1982 je na tej fakulteti doktoriral iz filozofskih znanosti.
Na Fakulteti za sociologijo, politične vede in novinarstvo je bil leta 1984 izvoljen v naziv izredni profesor za etiko in sociologijo morale.
Predaval je na Pedagoški akademiji, Fakulteti za sociologijo, politične vede in novinarstvo,  Filozofski fakulteti (na oddelku za filozofijo, oddelku za pedagogiko in oddelku za psihologijo), Ekonomski fakulteti, Medicinski fakulteti in Zdravstveni fakulteti.
Objavil je več kot 100 člankov in referatov na simpozijih.
Ima tudi 23 samostojnih knjig:
Problemi filozofije in etike (1974, 1975)
Socialistična morsla in morala v socializmu (1981)
Prepričanja in dokazi (1982)
Kaj je moralno? (1994)
Je tudi soavtor več učbenikov za osnovno in srednjo šolo.
/Glej tudi WorldCat' Identities/
1. ↑  CONOR